# Ichneutica nobilia
Ichneutica nobilia là một loài bướm đêm trong họ Noctuidae.